# 盧卡毛鼻鯰
盧卡毛鼻鯰（学名：richomycterus laucaensis），為輻鰭魚綱鯰形目毛鼻鯰科毛鼻鯰属的其中一種。該物種被IUCN3.1列為無危物種，分布於南美洲智利盧卡河流域，體長可達14.1公分。

## 扩展阅读
維基物種上的相關：盧卡毛鼻鯰